# Арандинський сільський округ
Аранди́нський сільський округ (каз. Аранды ауылдық округі, рос. Арандинский сельский округ) — адміністративна одиниця у складі Казалінського району Кизилординської області Казахстану. Адміністративний центр — село Кожабахи.
Населення — 2020 осіб (2021; 2128 у 2009, 2260 у 1999, 2205 у 1989).
Станом на 1989 рік існувала Арандинська сільська рада (села Берлік, Енгельса, Жданова). Пізніше село Бірлік утворило окремий Бірліцький сільський округ.

## Склад
До складу округу входять такі населені пункти:
| Населений пункт | Колишні назви | Населення, осіб (1989) | Населення, осіб (1999) | Населення, осіб (2009) | Населення, осіб (2021) |
| --------------- | ------------- | ---------------------- | ---------------------- | ---------------------- | ---------------------- |
| Аранди, село    | Жданова       | 325                    | 384                    | 430                    | 480                    |
| Кожабахи, село  | Енгельса      | 1880                   | 1876                   | 1698                   | 1540                   |